# Font de Can Gurguí
La Font de Can Gurguí es troba al Parc de la Serralada Litoral, la qual sempre raja, poc o molt, amb aigua de la mina de Can Gurguí.

## Entorn
Al voltant de la font hi ha uns bancs de pedra i una taula rodona. Per l'ombrívol entorn, la frescor de l'aigua i la facilitat d'accés és una de les fonts més visitades del Parc de la Serralada Litoral. Davant de la font i a l'altra banda de la pista, hi ha un parell d'àlbers i una frondosa riera poblada de plàtans. Darrere, hi ha un espès alzinar. I, molt a prop, hi ha Can Gurguí, un antic convent , desprès restaurant i actualment Residència Canina.

## Descripció
Un davant de pedra de l'any 1899 aguanta el marge de sauló i suporta la porta metàl·lica de la boca de la mina. A sota de la porta surt el broc ample i l'aigua que en raja és considerada sanitàriament potable.

## Accés
És ubicada a Vallromanes: sortim de Teià cap a Vallromanes pel passeig de la Riera i seguim per pista fins al coll de Clau. Un cop a la pista de la Carena, girem a la dreta cap al coll de Can Gurguí, a 720 metres. A l'esquerra surt una pista ampla que mena a la font i la masia. Hi ha dos indicadors: un per al restaurant i un altre per a la font. Coordenades: x=443413 y=4596927 z=330.